# Håkan Waldebrandt
Håkan Waldebrandt, född 14 juni 1953 i Stockholm, är en svensk barnskådespelare.
Håkan Waldebrandt spelade Peter i ungdomsserien Kullamannen (1967). I vuxen ålder har han medverkat i Den ofrivillige golfaren (1991), som idler (dagdrivare) #3, och i Hälsoresan – En smal film av stor vikt (1999).
Håkan Waldebrandt har medverkat som filmarbetare i bland annat flera av Lasse Åbergs filmer.